# SV Alsenborn
Sportverein 1919 Alsenborn e. V. é uma agremiação alemã, fundada a 15 de setembro de 1919, sediada em Enkenbach-Alsenborn, na Renânia-Palatinado.

## História
O time tornou-se famoso na Alemanha, na década de 1970, por ser um clube de aldeia tentando ganhar a promoção para a Fußball-Bundesliga. Por um tempo, ele foi treinado pela lenda do futebol alemão, Fritz Walter, que escreveu um livro sobre o clube, intitulado einer Aufstieg Dorfmanschaft (Rise of a village team).
A agremiação foi muitas vezes vista como a praticar um futebol milagroso, considerando a forma como alcançou certa notoriedade, sendo apenas um time de uma pequena vila.

### De 1919 a 1960
Formado em setembro de 1919, o Alsenborn foi criado por 19 membros sob a denominação de FV Alsenborn. Em 1933, com a ascensão do nazismo ao poder, o clube se conformou com o regime, enquanto um outro da mesma cidade foi fundado por membros exclusivamente social-democratas.
O time, na maior parte de sua longa trajetória, atuou nas divisões inferiores do Amateurliga Südwest. Em 1945, o nome foi mudado para SV Alsenborn, mas a existência permaneceu como a de um clube desportivo de aldeia.

### Ascensão
A sorte mudou fundamentalmente na década de 1960 quando o capitão aposentado da Seleção da Alemanha, campeã mundial em 1954, Fritz Walter, se mudou para a cidade. Walter tornou-se o treinador do time que atuava naquele momento na A-Klasse, um certame local. Em seguida, o time passou a disputar o quinto nível do futebol alemão. Ele permaneceria treinador por três anos, um período de grande sucesso.
Enquanto assistia à final da Eurocopa de 1962, em Amsterdam, Walter e Ruth Hannes, outro ex-jogador do 1. FC Kaiserslautern, prometeu construir o pequeno clube e conduzi-lo ao nível superior do futebol alemão. Contendo um número de ex-atletas em seu plantel do Kaiserslautern, o SVA começou a ganhar promoções de imediato, vencendo a A-Klasse, em 1963, a Bezirksliga, em 1964, e, em seguida, na primeira tentativa, a Amateurliga Südwest (III), na temporada 1964-1965. Com esse título, o clube conquistou o acesso à Regionalliga Südwest, o segundo nível do Campeonato Alemão.

### Anos na Regionalliga

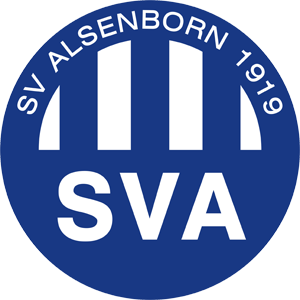
Histórico escudo do SVA.

O clube passou as duas primeiras temporadas no segundo nível do futebol alemão terminando no meio da tábua de classificação. Em 1967-1968, ganhou o seu primeiro campeonato, a nove pontos de vantagem sobre o TuS Neuendorf. Ambos foram qualificados para tomar parte da rodada de promoção para a Bundesliga. De cinco equipes de seu grupo, o SVA terminou em terceiro, quando apenas o primeiro tinha direito ao acesso ao nível máximo do Campeonato Alemão.
Na temporada seguinte houve uma repetição da campanha. O time terminou em igualdade de pontos com o Neuendorf, mas com um saldo de gols maior. Mais uma vez o SVA passou para a rodada de promoção e apesar de sua incapacidade de ganhar um ponto de seus dois jogos contra o Rot-Weiß Oberhausen, permaneceu na disputa até o fim, vencendo todos os outros jogos. Na última rodada, contra o Hertha Zehlendorf, em 22 de junho de 1969, a equipe precisava apenas de uma vitória para a promoção, mas perdeu a partida por 3 a 0. O adversário, por um ponto, conseguiu o acesso à Bundesliga. No final da temporada, o clube teve que vender um de seus melhores jogadores, Lorenz Horr, na época uma transferência recorde na Bundesliga. O técnico Otto Render foi vitimado por um acidente de carro e veio a falecer logo depois.
Na temporada 1969-1970, a equipe conquistou o título da liga pela terceira vez consecutiva, ao bater o FK Pirmasens por três pontos. Tomou então parte da rodada de promoção pela terceira vez. E também desta vez não conseguiu o acesso ao ficar em terceiro em seu grupo, não chegando tão perto como em 1969. Na Copa da Alemanha a equipe conquistou um heroico empate em 1 a 1 contra a estrela crescente do futebol alemão, o Borussia Mönchengladbach. Poucos dias depois, perderia o confronto de volta por 3 a 1, mas foi um grande feito para o pequeno clube.
Em suas três tentativas na rodada de promoção à Bundesliga, o SVA jogou todos os seus jogos no estádio de Ludwigshafen. O time continuou a ser forte na Regionalliga depois de 1970, ganhando um quinto lugar e terceiro nas temporadas seguintes, mas não foi capaz de repetir o desempenho entre 1967 e 1970. A partir de 1972, houve um tremendo declínio ao ficar em oitavo, e décimo, em 1973 e 1974.
Em 1974 o futebol alemão passou por mudanças. As cinco Regionalligas foram dissolvidas em favor de duas novas 2. Bundesligas. O SV Alsenborn foi então remanejado para tentar a qualificação à 2. Bundesliga Süd. O SVA conseguiu a classificação para a nova liga, tendo as últimas cinco temporadas em conta. No entanto, o clube conseguiu o último lugar, a cinco pontos à frente do 1. FC Saarbrücken. Em seguida, motivado por problemas financeiros, teve a sua permissão revogada para a disputa da temporada seguinte. Portanto, o Saarbrücken foi admitido no seu lugar. A agremiação tentou recorrer em várias instâncias, mas no final, a Associação Alemã de Futebol decidiu-se contra o clube. A situação trouxe de volta as memórias de 1963, quando o mesmo Saarbrücken foi premiado com um lugar na Bundesliga por razões semelhantes. Em 1963, como em 1974, o rumor era de que o presidente Hermann Neuberger, da Associação Alemã de Futebol, um nativo do Sarre e membro honorário do Saarbrücken, agiu em prol deste último, em detrimento do Alsenborn. Apesar de toda a polêmica, o SVA foi obrigado a disputar a terceira divisão e seu adversário ganharia a promoção à Bundesliga em 1976.

## Declínio
A partir de 1974 o sucesso diminuiu consideravelmente. O SVA não se mostrou competitivo na Amateurliga Südwest (III). Em duas temporadas sofreria novo rebaixamento, dessa vez à Westpfalk Bezirksliga. Nessa divisão o clube conquistou um segundo lugar na temporada 1977-1978, conseguindo a promoção à nova Verbandsliga Südwest (IV). Em quatro temporadas, um sexto lugar, em 1979, foi o seu melhor resultado. Em 1982, a equipe voltaria novamente à Bezirksliga Westpfalz. Na temporada 1982-1983, no entanto, o clube voltou à Verbandsliga imediatamente. Após três temporadas, tendo apenas um terceiro lugar, em 1985, como melhor colocação, o time voltou à Bezirksliga. Em 1988, ocorreu outro descenso, desta vez, para a divisão da qual havia começado a sua longa caminhada, a A-Klasse.
Em 2011-2012 a equipe atua na nona divisão, a Kreisliga Kaiserslautern-Donnersberg-Süd, com o objetivo de promoção.

## Títulos
- Regionalliga Südwest (II) Campeão: 1968, 1969, 1970;
- Amateurliga Südwest (III) Campeão: 1965;
- Bezirksliga Westpfalz (V) Campeão: 1983;
- Kreisliga Kaiserslautern-Donnersberg Süd Campeão: 2012;

## Cronologia recente
A recente performance do clube:
| Temporada | Divisão                                  | Módulo | Posição |
| 2003–04   | Kreisliga Kaiserslautern                 | VIII   | 10º     |
| 2004–05   | Kreisliga Kaiserslautern                 | VIII   | 6º      |
| 2005–06   | Kreisliga Kaiserslautern                 | VIII   | 6º      |
| 2006–07   | Kreisliga Kaiserslautern                 | VIII   | 6º      |
| 2007–08   | Kreisliga Kaiserslautern                 | VIII   | 7º      |
| 2008–09   | Kreisliga Kaiserslautern                 | IX     | 7º      |
| 2009–10   | Kreisliga Kaiserslautern                 | IX     | 3º      |
| 2010–11   | Kreisliga Kaiserslautern-Donnersberg-Süd | IX     | 5º      |
| 2011–12   | Kreisliga Kaiserslautern-Donnersberg-Süd | IX     | 1º ↑    |
| 2012–13   | Bezirksklasse Westpfalz Staffel Nord     | VIII   | º       |

## Retrospecto na DFB Pokal (Copa da Alemanha)
O clube se qualificou para a primeira fase cinco vezes:
| Temporada         | Rodada                  | Data                    | Casa                     | Volta                    | Resultado |
| 1965–66 DFB-Pokal | Primeira rodada         | 22 de janeiro de 1966   | Eintracht Frankfurt      | SV Alsenborn             | 2–1       |
| 1968–69 DFB-Pokal | Primeira rodada         | 22 de janeiro de 1969   | SV Alsenborn             | MSV Duisburg             | 2–1       |
| 1968–69 DFB-Pokal | Segunda rodada          | 15 de fevereiro de 1969 | FC Schalke 04            | SV Alsenborn             | 3–1       |
| 1969–70 DFB-Pokal | Primeira rodada         | 8 de abril de 1970      | SV Alsenborn             | FC Schalke 04            | 1–5       |
| 1970–71 DFB-Pokal | Primeira rodada (ida)   | 12 de dezembro 1970     | SV Alsenborn             | Borussia Mönchengladbach | 1–1       |
| 1970–71 DFB-Pokal | Primeira rodada (volta) | 30 de dezembro de 1970  | Borussia Mönchengladbach | SV Alsenborn             | 3–1       |
| 1971–72 DFB-Pokal | Primeira rodada (ida)   | 4 de dezembro de 1971   | SV Alsenborn             | Fortuna Düsseldorf       | 0–0       |
| 1971–72 DFB-Pokal | Primeira rodada (volta) | 15 de dezembro de 1971  | Fortuna Düsseldorf       | SV Alsenborn             | 3–0       |